# 愛君如夢
《愛君如夢》是一部2001年上映的充滿歌舞元素的香港喜劇片。由劉偉強執導，劉德華、梅艷芳及吳君如主演，这是劉德華与梅艷芳繼《富贵兵团》、《川島芳子》、《九一神鵰俠侶》及《戰神傳說》之後第五度也是最后一次电影合作。香港收獲1779萬港幣，位列香港年度華語片第九位。林家栋获得第21届香港电影金像奖最佳男配角提名。本片是劉德華的天幕製作有限公司出品的最後一部電影。

## 剧情
主题是讲述平凡人为梦想的实现而奋斗的过程。
阿金资质平庸，一直过着平淡劳碌的生活，但生性乐观积极。在一次名媛Tina举办的舞会上，南生和Tina共舞一曲，阿金看到后，她被南生的翩翩舞姿所吸引，就到南生任教的“舞之林”学跳舞，梦想能与南生一起潇洒共舞。同时，南生受Jimmy之托也开始教Tina跳探戈舞。一方面阿金拼命幹兼职赚钱以交学费；另一方面南生为了实现要买梦想中的舞蹈工作室和打算去英国参加黑池大赛的梦想，一直以来陷入到忽视舞蹈带给学生的人生意义，而只知赚取学生钱财的境地，就比如那次舞会上他搭上Tina，目的就是想要争取Tina学他的舞蹈，以便获取高额的学费收入。
在教Tina和一直勤学舞蹈的阿金的过程中，南生渐渐领悟到自己长久以来已经对舞蹈艺术迷失的状态，于是变的强颜欢笑。他的这种状态被阿金發觉，于是阿金为了让南生重拾欢乐，与诸多舞友举办了一场烧烤派对，众舞友在派对上的真情欢乐积极影响了南生和有些孤僻感的Tina。事后Tina将所学的探戈教给了阿金，并花巨资买了一家舞蹈工作室送与南生，阿金与南生对她都很感激。
故事在一个充满喜庆的气氛中结束：阿金意外地收获了一个充满惊喜的圣诞派对和她梦寐以求的与南生共舞的深情探戈。

## 角色
| 演員   | 角色                           |
| 刘德华 | 刘南生，社交舞教师，喜歡食雞批 |
| 梅艳芳 | 張天娜（Tina），银河集团董事长 |
| 吴君如 | 阿金，酒店女侍应               |
| 陈冠希 | Jimmy，Tina的弟弟              |
| 林家栋 | 王一飛，刘南生的助手           |
| 应采儿 | June，学舞者，妓女             |
| 郑中基 | 葉偉信，学舞者，準新郎，有口吃 |
| 鍾依澄 | 学舞者，準新娘，說話急速       |
| 譚小環 | 酒店女侍应，阿金的朋友         |
| 韓君婷 | 酒店女侍应，阿金的朋友         |
| 林子聰 | 胖子，学舞者                   |
| 黃蕊   | Shirley，劉南生的助手          |
| 楊證樺 | 賓客                           |

## 歌曲
| 曲別   | 歌曲                       | 演唱者                                 |
| ------ | -------------------------- | -------------------------------------- |
|        | 《弹弹琴，跳跳舞》（粤语） | 刘德华/梅艳芳                          |
|        | 《祝你生辰快乐》（粤语）   | 刘德华                                 |
| 主题曲 | 《爱君如梦》（粤语）       | 刘德华/吴君如                          |
|        | 《两仔爷》（粤语）         | 劉德華/梅艷芳/吳君如/鄭中基/林家棟合唱 |
|        | 《大团圆》 （粤语）        | 刘德华                                 |
|        | 《还记得我吗 》（国语）    | 刘德华                                 |
|        | 《舞吧》（国语）           | 刘德华/钟依澄                          |
|        | 《一段情》（国语）         | 刘德华                                 |
|        | 《整体》（国语）           | 刘德华/钟依澄                          |
|        | 《你是最好的》（国语）     | 刘德华                                 |

## 金句
1. 你是最好的，你知道嗎？
2. 哼！你都幾好笑！
3. 有老細，有夢；無老細，無夢！
4. We sell dreams!

## 獎項
| 頒獎典禮             | 獎項       | 名單   | 結果 |
| -------------------- | ---------- | ------ | ---- |
| 第21屆香港電影金像獎 | 最佳男配角 | 林家棟 | 提名 |